# Liste der Biografien/Andu
Liste der Biografien |
Portal Biografien |
Personensuche
# |
A |
B |
C |
D |
E |
F |
G |
H |
I |
J |
K |
L |
M |
N |
O |
P |
Q |
R |
S |
T |
U |
V |
W |
X |
Y |
Z |
?
 
Aa |
Ab |
Ac |
Ad |
Ae |
Af |
Ag |
Ah |
Ai |
Aj |
Ak |
Al |
Am |
An |
Ao |
Ap |
Aq |
Ar |
As |
At |
Au |
Av |
Aw |
Ax |
Ay |
Az
 
Ana–Anc |
And |
Ane |
Anf |
Ang |
Anh |
Ani |
Anj |
Ank |
Anl |
Anm |
Ann |
Ano |
Anp |
Anq |
Anr |
Ans |
Ant–Anz
 
Anda |
Ande |
Andh |
Andi |
Andj |
Andl |
Ando |
Andr |
Ands |
Andu |
Andy |
Andz
Die Liste der Biografien führt alle Personen auf, die in der deutschsprachigen Wikipedia einen Artikel haben. Dieses ist eine Teilliste mit 9 Einträgen von Personen, deren Namen mit den Buchstaben „Andu“ beginnt.

## Andu

### Andue
- Andueza, Federico (* 1997), uruguayischer Fußballspieler

### Andui
- Anduiza, Eva (* 1970), spanische Politikwissenschaftlerin

### Anduj
- Andújar, Candela (* 2000), spanische Fußballspielerin
- Andujar, Claudia (* 1931), schweizerisch-brasilianische Fotografin, Fotokünstlerin und Menschenrechtlerin
- Andújar, Elena (* 1967), spanische Flamenco-Sängerin sowie Tänzerin
- Andújar, Mariano (* 1983), argentinischer Fußballtorhüter
- Andújar, Pablo (* 1986), spanischer Tennisspieler
- Andujar, Stephanie (* 1986), US-amerikanische Schauspielerin
- Andújar, Yohandris (* 1990), dominikanischer Sprinter